# Сухой док Восточный
Сухой док «Восточный» — крупнейший в России сухой док в порту Восточном, предназначенный для строительства бетонных оснований морских нефтегазодобывающих платформ по проектам Сахалин-2 и Сахалин-1.
Инженерно-инфраструктурное обеспечение строительства оснований платформ осуществляет российская компания ЗАО «Завод морских конструкций Восточный», созданная в 2009 году.

## Строительство дока
Производственная площадка для строительства двух бетонных оснований гравитационного типа для морских нефтегазовых платформв порту Восточном была выбрана оператором проекта «Сахалин-2» Sakhalin Energy в 2002 году. По мнению губернатора Дарькина, стоимость возведения оснований платформ на территории России должно быть на 60 % дешевле, чем за границей. Строительство металлических площадок платформ было начато в Республике Корея. В феврале 2003 году по заказу «Сахалин Энерджи» были начаты строительные работы по сооружению сухого дока при участии подрядных компаний — норвежской Aker Solutions и финской Quatrogemini. Местные компании привлекались на условиях субподряда. Оператором площадки стало некоммерческое партнёрство «Дальсудпромшельф» (51 % уставного капитала находилось в руках администрации края), образованное в феврале 2004 года по инициативе Дарькина. «Дальсудпромшельфу» в доолгосрочную аренду на 49 лет был передан земельный участок порта. 28 июня 2004 года в присутствии губернатора состоялось торжественное открытие сухого дока.
Размер котлована составил 380 м длины и 250 м ширины, глубина — 14,5 м ниже уровня моря. Всего было изъято 1,2 млн м³ грунта. Бюджет строительства составил $70 млн.
Производственный комплекс поделён на 15 зон цехов: трубопроводный, арматурный, сварочный, окрасочный и другие.

## Строительство оснований платформ

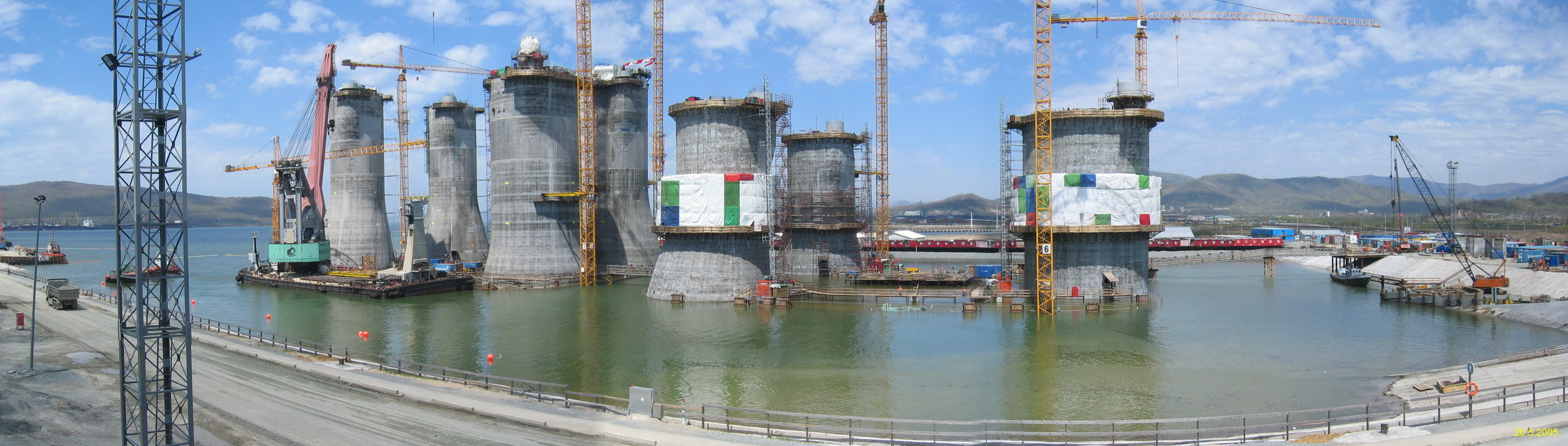
Строительство оснований платформ по проекту Сахалин-2

### Строительство оснований по проекту Сахалин-2
В июне 2005 было завершено строительство 2-х бетонных оснований гравитационного типа по методу скользящей опалубки, на возведение которых ушло 57 тысяч м³ бетона и 27 тысяч тонн арматурной стали, а также 25 тысяч м² металла для изготовления опалубки. Размеры платформ составили 100 на 100 метров. Было задействовано около 2000 российских и зарубежных специалистов и рабочих. Готовые платформы были отбуксированы на сахалинский шельф. Док был затоплен водой, в последующие годы проведена капитальная реконструкция для многоразового использования.

### Строительство оснований по проекту Сахалин-1
В 2008 году оператор проекта «Сахалин-1» — компания Exxon Neftegas помимо дока в порту Восточном рассматривала также площадку в Холмске на Сахалине. Предпочтение было отдано в пользу первого варианта. Предполагается, что в будущем для освоения сахалинского шельфа понадобится строительство не менее 30 морских буровых платформ.
В первой половине 2010 года начато возведение новых оснований, спуск на воду которых запланирован на июнь 2012 года. Мощность потребления электроэнергии дока составляет от 1 до 4-х МВт в сутки. Работы ведутся в круглосуточном режиме. На производстве занято около 2000 человек, в том числе граждане России, ближнего зарубежья и около 300 специалистов из Финляндии, Норвегии, США. Около половины работников — жители Приморского края.